# Paul Goldsmith
|  | Aquest article tracta sobre el pilot. Vegeu-ne altres significats a «Paul Goldsmith (polític)». |

Paul Goldsmith   (Parkersburg, 2 d'octubre de 1925 - Munster, 6 de setembre de 2024) fou un pilot estatunidenc de curses automobilístiques i motociclistes. Goldsmith va córrer amb moto des de finals dels anys 40 fins a l'any 1963, guanyant diverses curses i títols estatals. També va córrer a la Champ Car a les temporades 1958-1963 incloent-hi la cursa de les 500 milles d'Indianapolis d'aquests anys.

## Resultats a la Indy 500
| Any    | Cotxe  | Sortida | Vel. mitja | Ranking | Final  | Voltes | V. líder | Retirat    |
| ------ | ------ | ------- | ---------- | ------- | ------ | ------ | -------- | ---------- |
| 1958   | 31     | 16      | 142.744    | 24      | 30     | 0      | 0        | Accident   |
| 1959   | 99     | 16      | 142.670    | 19      | 5      | 200    | 0        | Va acabar  |
| 1960   | 99     | 26      | 142.783    | 27      | 3      | 200    | 0        | Va acabar  |
| 1961   | 10     | 17      | 144.741    | 25      | 14     | 160    | 0        | Canvi      |
| 1962   | 53     | 26      | 146.437    | 26      | 26     | 26     | 0        | Magneto    |
| 1963   | 99     | 9       | 150.163    | 5       | 18     | 149    | 0        | Trencament |
| Totals | Totals | Totals  | Totals     | Totals  | Totals | 735    | 0        |            |

| Curses       | 6 |
| Poles        | 0 |
| Voltes líder | 0 |
| Victòries    | 0 |
| Top 5        | 2 |
| Top 10       | 2 |
| Retirades    | 4 |

## A la F1
El Gran Premi d'Indianapolis 500 va formar part del calendari del campionat del món de la Fórmula 1 entre les temporades 1950 a la 1960. Els pilots que competien a la Indy durant aquests anys també eren comptabilitzats pel campionat de la F1. Paul Goldsmith va participar en 3 curses de F1, debutant al Gran Premi d'Indianapolis 500 del 1958.